# Marc-la-Tour
Marc-la-Tour foi uma comuna francesa na região administrativa da Nova Aquitânia, no departamento de Corrèze. Estendia-se por uma área de 6,59 km². Em 2010 a comuna tinha 168 habitantes (densidade: 25,5 hab./km²).
Em 1 de janeiro de 2019, passou a formar parte da nova comuna de Lagarde-Marc-la-Tour.